# Thomas Winklhofer
Thomas Winklhofer (*Seekirchen am Wallersee, Salzburgo, Austria, 30 de diciembre de 1970), futbolista austríaco. Juega de defensa y su primer equipo fue FC Wacker Tirol.

## Selección nacional
Ha sido internacional con la Selección de fútbol de Austria, ha jugado 25 partidos internacionales.
- Datos: Q183278